# 伊雷妮·沃思
伊雷妮·沃思（英語：Irene Worth，1916年6月23日—2002年3月9日），女，美国演员。曾获得托尼奖最佳话剧女主角。